# Huerta del Marquesado
Huerta del Marquesado es un municipio español de la provincia de Cuenca, en la comunidad autónoma de Castilla-La Mancha. Tiene una población de 173 habitantes (INE 2024).
Es popular por su entorno natural en la Serranía de Cuenca y por su proximidad al Parque Natural de la Serranía.

## Geografía
Al norte, aproximadamente a 4 km, se encuentra la localidad de Laguna del Marquesado, al sur, a unos 8 km, está el municipio de Campillos-Sierra, y más al sur se encuentra Cañete a unos 14 kmkm. Otras localidades cercanas son las de Valdemoro de la Sierra, Valdemeca, Tragacete, Beamud, Tejadillos o Campillos-Paravientos.
Se encuentra en plena Serranía de Cuenca, a una altitud de 1257 m s. n. m. siendo de 100 metros la altura máxima del término municipal en el pico conocido como Collado Bajo.

## Historia
A mediados del siglo XIX, el lugar tenía contabilizada una población de 318 habitantes. Aparece descrito en el noveno volumen del Diccionario geográfico-estadístico-histórico de España y sus posesiones de Ultramar de Pascual Madoz de la siguiente manera:

HUERTA DEL MARQUESADO: l. con ayunt. en la prov. y dióc de Cuenca (7 leg ), part. jud. de Cañete (2), aud. terr. de Albacete (22), c. g. de Castilla la Nueva (Madrid 31): sit. al estremo NE. de la prov. en terreno llano y á las márg. del r. Donativo, combatido por todos los vientos, con clima frio y sano. Tiene 68 casas inclusa la de ayunt., de pobre construccion, formando calles sin empedrar y de mal aspecto; la igl. parr. es de poco mérito; y para surtido del vecindario hay fuentes de esquisita agua dentro y fuera de la pobl. Confina el térm. por N. con Valdemeca; E. Tejadillos; S. Campillos, sierra, y por O. Valdemoro. Su terreno es medianamente productivo, y mucha parte está poblado de leña: tambien hay algunos criaderos de carbon de piedra, y se encuentran piritas ferruginosas pero no se esplota ningun sitio: atraviesa su térm. el r. mencionado y el de la Laguna. Los caminos son locales y su estado malo como el de todos estos pueblos: la correspondencia se recibe de la adm. de Cuenca por balijero. prod.: trigo, cebada, avena, patatas, hortalizas y rica miel: hay ganado lanar, cabrio y algun vacuno, y caza de conejos, liebres, perdices, y alguna mayor. ind.: la agrícola, un molino harinero y los oficios necesarios de carretero, zapatero y sastre. comercio: la importacion de algunos artículos precisos y de que se carece en el país. pobl.: 80 vec., 318 alm. cap. prod.: 624,800 rs. imp.: 31,240: el presupuesto municipal: 1,600 rs. y se cubre con el producto de las fincas de propios y el déficit por reparto vecinal.
(Madoz, 1847, p. 296)

## Demografía
Huerta del Marquesado cuenta con una población de 173 habitantes (INE 2024).
| Gráfica de evolución demográfica de Huerta del Marquesado entre 1842 y 2021                                         |
| |
| Población de derecho según los censos de población del INE Población de hecho según los censos de población del INE |

## Economía
En este pueblo de la serranía alta se encuentra la embotelladora de agua Fuente Liviana, siendo un agua conocida en toda España por su baja concentración de Sodio y estar indicada para la preparación de biberones cuando los bebés tienen problemas de estreñimiento dado su alto contenido en Magnesio. Desde la instalación de la embotelladora en 1991, la población del municipio ha ido en ligero aumento hasta colocarse cerca de los 250 habitantes en 2001, colaborando además con el desarrollo económico del pueblo.
Además, la economía del municipio ha sufrido un ligero incremento en los últimos años debido al turismo, ya que toda la zona es de un amplio valor ecológico al encontrarse en plena Serranía de Cuenca.

## Administración
| Periodo   | Nombre                        | Partido        |
| --------- | ----------------------------- | -------------- |
| 1979-1983 | José Gregorio Martínez        | PSOE           |
| 1983-1987 | Luis María Álvarez            | PP             |

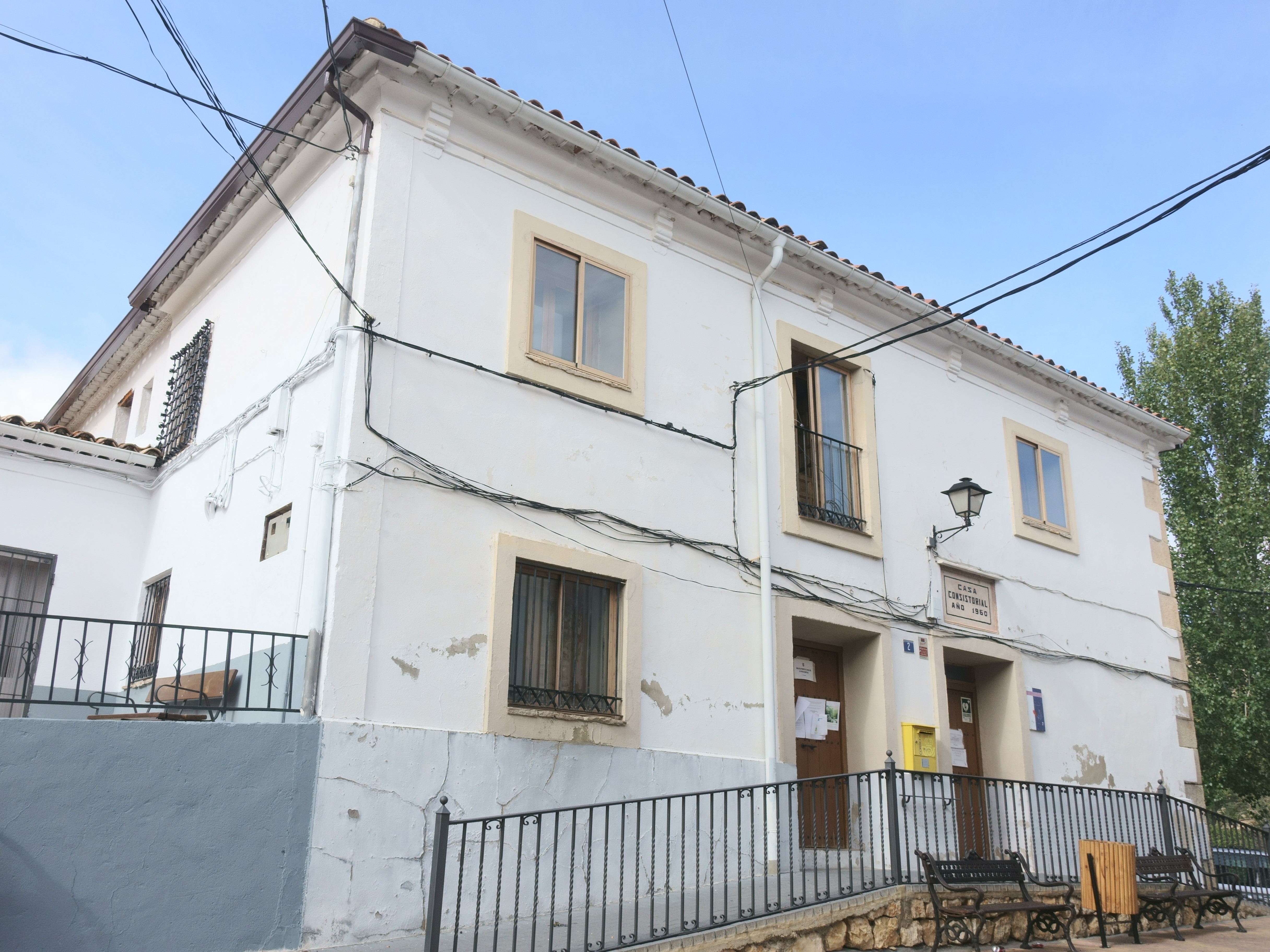
Casa consistorial

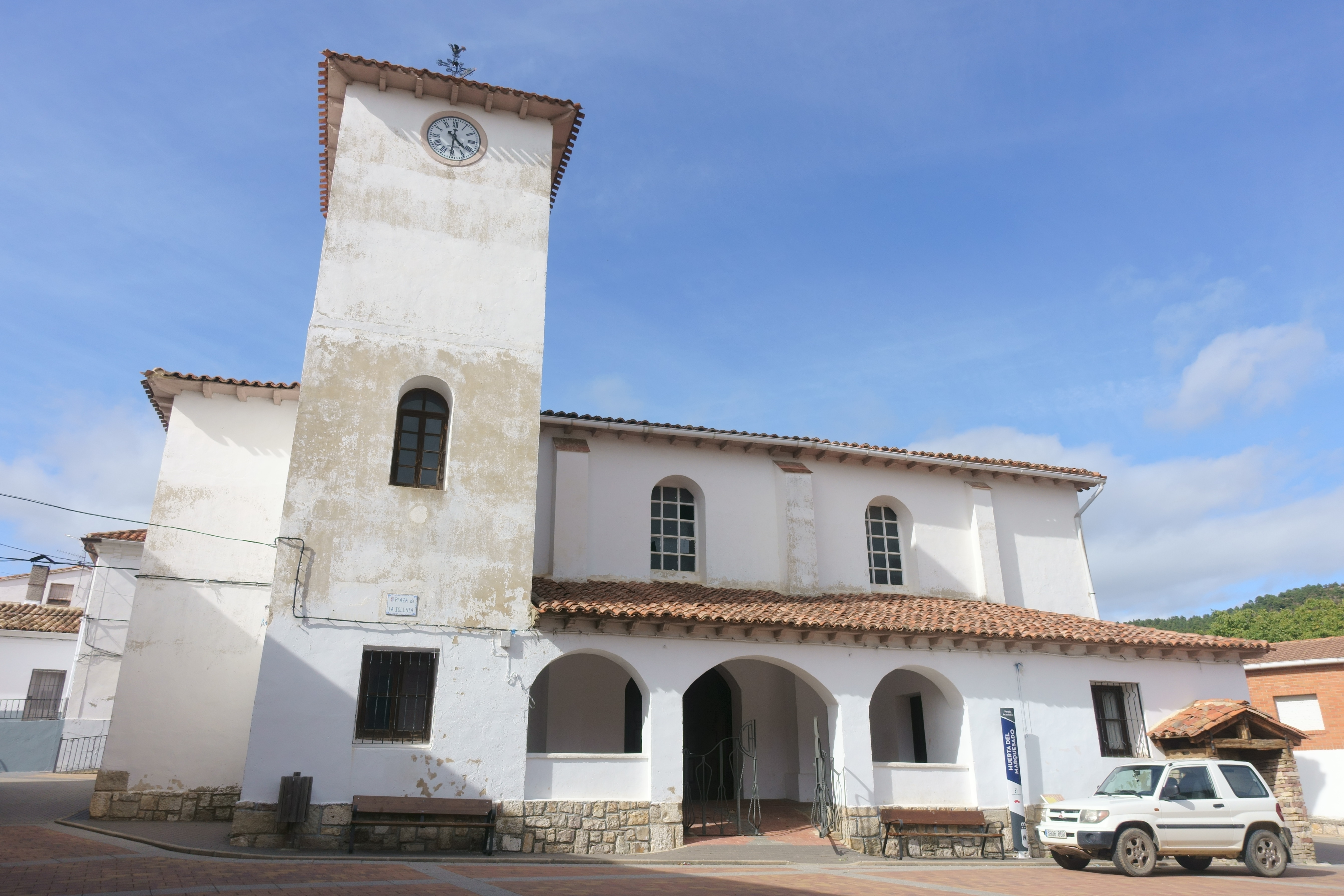
Iglesia de Santa María Magdalena

| 1987-1991 | Maria del Mar Rodríguez       | Huerta nos une |
| 1991-1995 | Alfonso Felipe Álvarez        | PP             |
| 1995-1999 | José Carlos Hurtado           | PSOE           |
| 1999-2003 | Samuel Ramón García           | Huerta nos une |
| 2003-2007 | Higinio García Martínez       | PSOE           |
| 2007-2011 | Higinio García Martínez       | PSOE           |
| 2023-act. | Ana María Castillero Martínez | Cuenca Ahora   |